# Ranil Wickremesinghe
Ranil Shriyan Wickremesinghe (in singalese රනිල් වික්‍රමසිංහ; in tamil ரணில் விக்ரமசிங்க; Colombo, 24 marzo 1949) è un politico singalese.

## Biografia
Dal 1994 è membro del Partito Nazionale Unito e parlamentare per il distretto di Colombo dal 1977. È inoltre a capo dello United National Front.
In passato ricoprì la carica di ministro in quattro differenti ministeri.
Riveste la carica di primo ministro dello Sri Lanka per quattro mandati, l'ultimo dei quali iniziato il 12 maggio 2022 e conclusosi il 21 luglio dello stesso anno, sotto la presidenza prima di Gotabaya Rajapaksa, in quanto questi lo ha nominato in seguito alle grandi proteste che hanno colpito il Governo, guidato dal fratello Mahinda, per la gestione delle finanze pubbliche e delle risorse, che ha causato innumerevoli penurie di vario tipo e un elevatissimo debito, poi di sé stesso, in seguito alla fuga del presidente dal paese.
Il 13 luglio 2022 in seguito all’aggravarsi delle proteste che vedono un assedio dei palazzi del potere, fra cui quello presidenziale, e alla fuga all’estero del presidente Gotabaya Rajapaksa, assume, secondo quanto prescritto dalla Costituzione, il ruolo e i poteri presidenziali ad interim, mentre il 20 luglio 2022, in seguito ad un’elezione parlamentare, diviene a pieno titolo Presidente del Paese.